# Friedrich Moser (Architekt, 1877)

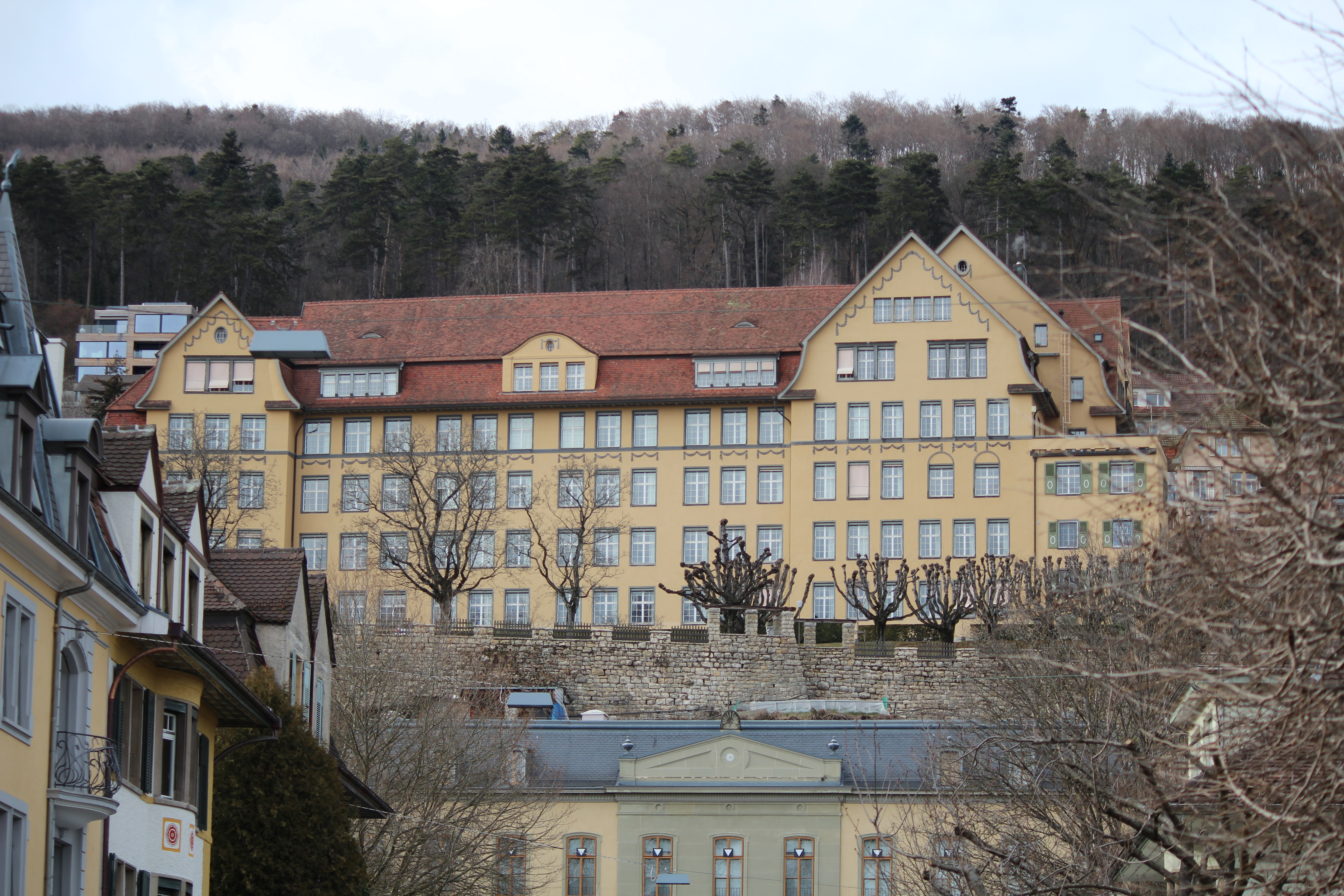
Gymnasium Alpenstr., 1908–10

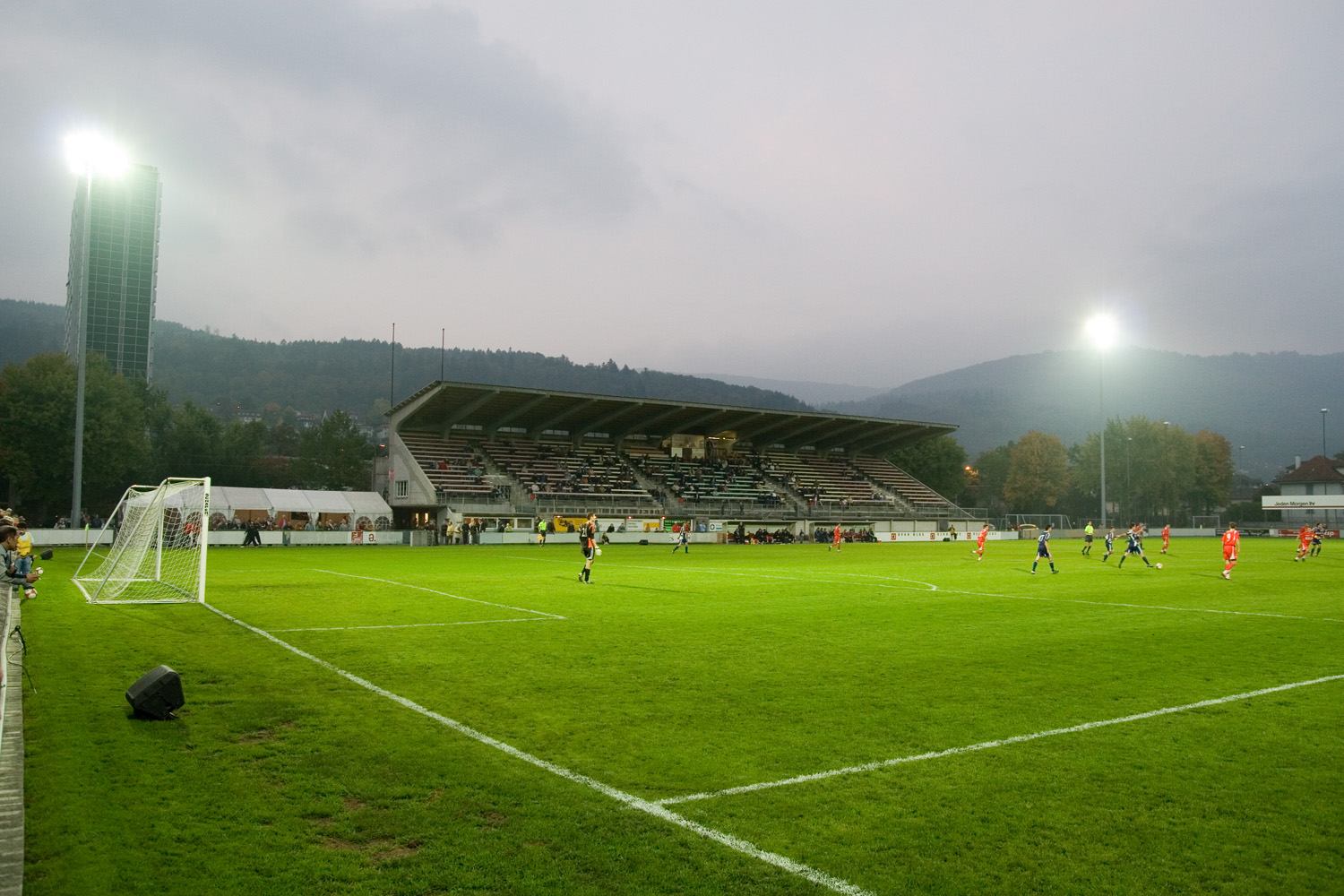
Stadion Gurzelen, 1952–54

Samuel Friedrich Eduard Moser (* 20. Juni 1877 in Winterthur; † 6. Juli 1964 in Biel) war ein Schweizer Architekt.

## Ausbildung
Nach der Matura absolvierte Moser zunächst eine Maurerlehre in Zürich. Er studierte anschliessend von 1894 bis 1897 in seiner Heimatstadt am dortigen Technikum. Neben zahlreichen Praktika und ersten Berufserfahrungen setzte er seine Studien bis 1908 an der Technischen Hochschule Stuttgart und an der ETH Zürich fort. 1908 trat er eine Anstellung beim Stadtbauamt Biel an, wo er gleich mit dem Bau des Gymnasiums Aufsehen erregte. In dieser Zeit nahm er auch gemeinsam mit Wilhelm Schürch an Wettbewerben teil, etwa für ein Altersasyl in Langnau, das die beiden 1909 gewannen. Daraufhin gingen sie 1910 eine Partnerschaft ein.

## Moser und Schürch
Das gemeinsame Büro vollzog im Laufe des etwa zwanzigjährigen Bestehens den Wandel vom Heimatstil zu einer gemässigten Moderne. Hauptsächliche Bauaufgaben waren der Industriebau sowie Aufträge der öffentlichen Hand, die oft aus Wettbewerbserfolgen hervorgingen. Hauptwerk des Büros, dem zwischenzeitlich auch Walter von Gunten als Partner angehörte, war in den 1920er Jahren zweifellos der Bahnhof Biel. Daneben widmete sich das Büro zahlreichen Stadtplanungen und Bebauungsplänen.

## Ab den 1930er Jahren
Nach der Trennung bauten beide Architekten direkt nebeneinander an der Ländtestr. 3 und 5, auf einem schmalen Streifen Landes, der durch die Verlegung des Hauptbahnhofs freigeworden war. Es entstand hier – auch im Rahmen eines Sonderbaurechts, das z. B. Flachdächer vorschrieb – eine kleine Siedlung im Geiste des Neuen Bauens. Moser widmete sich in der Folge weiteren Stadtplanungen.
Moser war «mit Leib und Seele Soldat», der über den Generalstab zum Obersten aufrückte und zu Beginn des Zweiten Weltkriegs als Platzkommandant von Biel fungierte. Daneben unterstützte er als Genossenschafter die Schweizer Baumusterzentrale und war mehrere Amtsperioden Obmann der Berner Ortsgruppe des BSA.

## Werke (Auswahl)
Moser und Schürch
- Gottesgnad, Seeländisches Krankenasyl, Mett, 1910/11
- Maschinenfabrik Güdel, Bern, 1911
- Uhrenfabrik Trösch, Biel 1913[5]
- Wohnkolonie der Eisenbahner-Baugenossenschaft, Nidau, 1911–1914
- Pavillons der Milchwirtschaft, Schweizerische Landesausstellung, Bern, 1914
- Fabrikanlage Landis & Gyr, Zug, 1911–1918
- Maison Blanche, Kantonalbernisches Kinderspital, Leubringen, 1913
- Gottesgnad, Altersasyl, Langnau, 1913/14
- Vereinigte Drahtwerke, Erweiterungsbauten, Biel, 1913–1916
- Bebauungsplan Bözingen/Boujean, 1916.
- Bebauungsplan Grenchen, 1917.
- Vereinigte Drahtwerke, Wohlfahrtsgebäude, Biel, 1917/18
- Wettbewerb Gross-Zürich, 1918.
- Bebauungsplan Moutier, 1918.
- Seeufergestaltung Luzern, Ideenwettbewerb, 1918.
- Bebauungsplan Kriens, 1919.
- Bahnhof Biel/Bienne, 1919–1923
- Haus Hirt-Suter Biel, 1919/20
- Uhrenfabrik Gruen-Watch Biel, 1922/23
- Wohnhäuser Dufourstr. Biel, 1924–26

Friedrich Moser
- Gymnasium, Biel, 1908–10
- Haus Wettstein, Biel, 1930
- Ferienhaus Birkhäuser, Vinelz, 1934
- Hauptgebäude Bezirksspital, Biel, 1934–36 (mit Robert Saager[6])
- Verkehrsplanung Bahnhof Bern, Projekt 1950
- Stadion Gurzelen, Biel, 1952–54

## Belege
1. ↑  N.N.: Neubau zum Asyl „Gottesgnad“ in Langnau (Bern). In: Schweizerische Bauzeitung. Band 54, Nr. 10, 1909, S. 144 (online).
2. ↑  Christa Zeller: Schweizer Architekturführer ; Band 2: Nordwestschweiz, Jura, Mittelland. Werk Verlag, Zürich 1996. ISBN 3-909145-12-4. S. 222
3. ↑  N.N.: Friedrich Moser (Nekrolog). In: Schweizerische Bauzeitung. Band 82, Nr. 31, 1964, S. 547 f. (online).
4. ↑  M. Sch.: Friedrich Moser (Nekrolog). In: Das Werk. Band 51, Nr. 9, 1964, S. 201 f. (online).
5. ↑  Georg Germann, Werner Stutz: Biel. In: Gesellschaft für Schweizerische Kunstgeschichte (Hrsg.): INSA Inventar der neueren Schweizer Architektur 1850–1920. Band 3. Orell Füssli, Zürich 1982, ISBN 3-280-01397-6, S. 75, Sp. 3, doi:10.5169/seals-4534 (e-periodica.ch).
6. ↑  Laut Architektenlexikon, die Fachzeitschrift Werk nennt nur Saager: N.N.: Bezirksspital Biel, Robert Saager, Arch. BSA Biel. In: Das Werk. Band 21, Nr. 6, 1934, S. 196, doi:10.5169/seals-86520.

| Personendaten    | Personendaten                  |
| ---------------- | ------------------------------ |
| NAME             | Moser, Friedrich               |
| ALTERNATIVNAMEN  | Moser, Samuel Friedrich Eduard |
| KURZBESCHREIBUNG | Schweizer Architekt            |
| GEBURTSDATUM     | 20. Juni 1877                  |
| GEBURTSORT       | Winterthur                     |
| STERBEDATUM      | 6. Juli 1964                   |
| STERBEORT        | Biel                           |